# Leena Meri

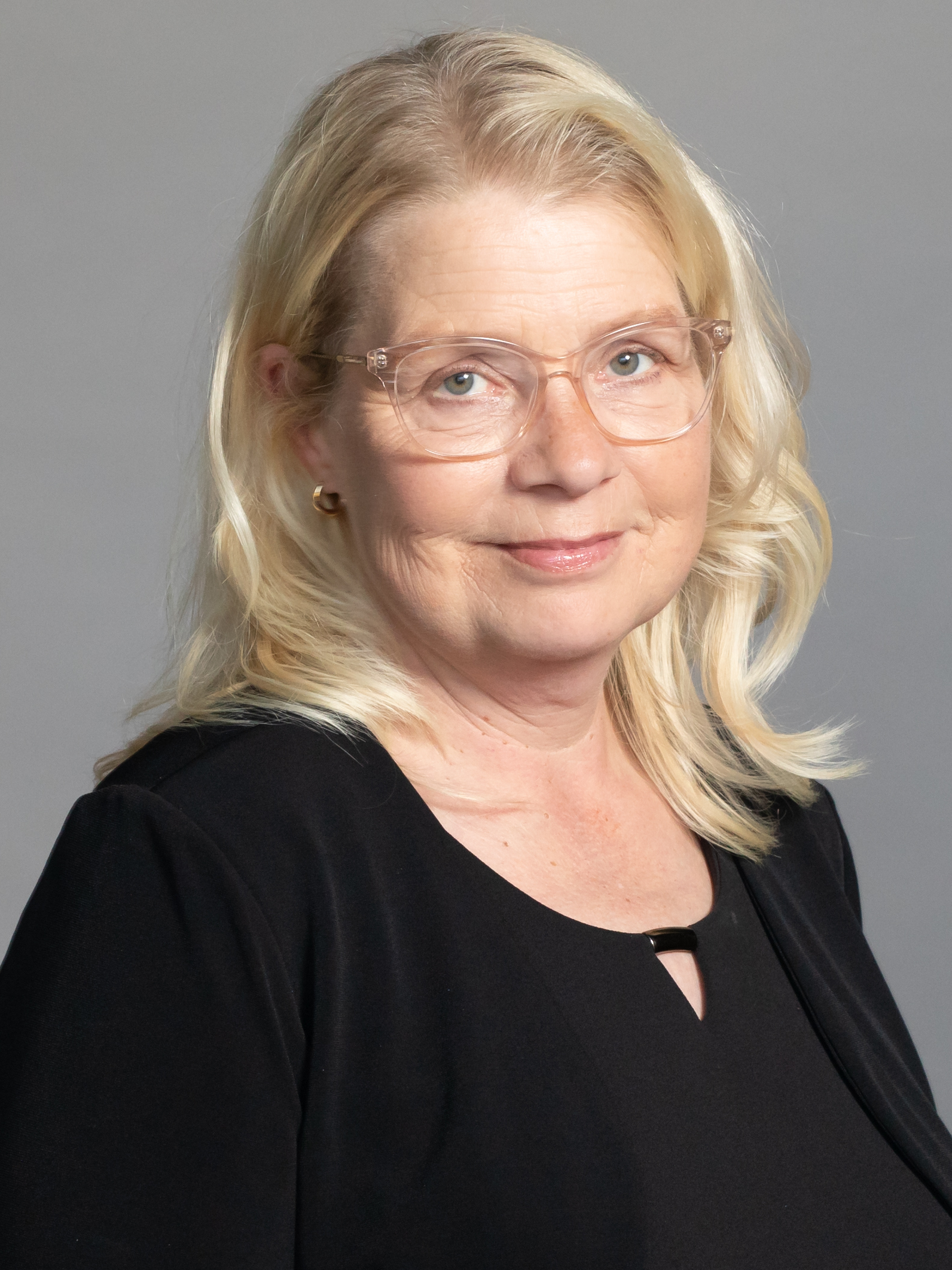
Leena Meri (2023)

Leena Kristiina Meri (* 12. April 1968 in Helsinki) ist eine finnische Politikerin der Perussuomalaiset (PeruS), deren stellvertretende Parteivorsitzende sie 2021 wurde. Seit dem 20. Juni 2023 ist sie Justizministerin im Kabinett Orpo.

## Leben
Leena Meri studierte an der Universität Helsinki Rechtswissenschaften, das Studium schloss sie 2000 als Master of Law ab. Nach dem Studium war sie als Rechtsanwaltsassistentin, Notarin und Richterin tätig und betrieb ab 2005 eine eigene Anwaltskanzlei.
2013 wurde sie Stadträtin in Hyvinkää. Am 7. Mai 2015 rückte sie für Pirkko Ruohonen-Lerner, die ins Europäische Parlament wechselte, als Mitglied des Finnischen Parlaments  für den Wahlkreis Uusimaa nach. 2017 bewarb sie sich um den Parteivorsitz der Finnenpartei und wurde hinter Jussi Halla-aho und Sampo Terho Dritte. Die Wahl um den Parteivorsitz führte zur Abspaltung und Gründung der Blauen Zukunft, Meri wurde Fraktionsvorsitzende der verbliebenen Basisfinnen.
Im August 2021 wurde sie zur Stellvertreterin der Parteivorsitzenden Riikka Purra gewählt. Bei der Parlamentswahl in Finnland am 2. April 2023 wurde ihre Partei hinter der Nationalen Sammlungspartei zweitstärkste Partei, Meri wurde am 20. Juni 2023 als Nachfolgerin von Anna-Maja Henriksson Justizministerin im Kabinett Orpo unter Ministerpräsident Petteri Orpo.